# Desine
Desine es un pueblo ubicado en el municipio de Veliko Gradište, en el distrito de Braničevo, Serbia.

## Superficie
Posee una superficie de 16,80 kilómetros cuadrados.

## Demografía
Hasta 2011 la población era de 519 habitantes, con una densidad de población de 30,90 habitantes por kilómetro cuadrado.